# Ildjarn
Ildjarn — блек-метал колектив норвезького блек-металу, сформована в 1991 році.
Група Ildjarn записувала музику до 1997 року, але офіційно припинила своє існування в 2005 році. Основним учасником Ildjarn був Vidar Vaaer, хоча деякі релізи були випущені спільно з музикантом під псевдонімом Nidhogg. Музика Ildjarn'а — це сирий та мінімалістичний блек-метал, основною темою якого була мізантропія, ненависть та природа Норвегії. Єдина пісня Ildjarn'а, до якої відома лірика, це «Eksistensens Jeger», лірику всіх інших пісень Vidar Vaaer спалив.
У 2005 році, група припинила своє існування.

## Дискографія
- 1992 — Seven Harmonies of Unknown Truths — демо (часто, помилково зустрічается в ранніх творах Burzum)
- 1993 — Ildjarn — демо
- 1993 — Norse — EP (блек-метал реліз спільно із Nidhogg)
- 1994 — Minnesjord — демо
- 1995 — Ildjarn — повноцінний альбом
- 1996 — Forest Poetry — повноцінний альбом
- 1996 — Landscapes — повноцінний альбом
- 1996 — Strength and Anger — повноцінний альбом
- 1996 — Svartfråd — EP (спільно із Nidhogg)
- 2002 — Hardangervidda — повноцінний альбом, виконаний в стилі амбієнт, спільно із Nidhogg
- 2002 — Hardangervidda Part 2 — EP (спільно із Nidhogg)
- 2004 — Nocturnal Visions — EP

### Збірники
- 1995 — Det Frysende Nordariket — включає Ildjarn Demo, Norse, Minnesjord
- 2002 — 1992-1995 — включає невипущені пісні 1992—1995 років
- 2003 — Ildjarn-Nidhogg — два блек-метал релізи з Nidhogg: Norse and Svartfråd
- 2005 — Ildjarn 93 — включає невипущені пісні із демо 1993 року
- 2005 — Ildjarn is Dead — включає усі демо.

## Учасники
- Ildjarn (Vidar Vaaer) — вокал, гітара, бас-гітара, барабани, синтезатор
- Nidhogg — вокал, синтезатор, барабани (сесійний учасник)
- Samoth — вокал (сесійний учасник)
- Ihsahn — вокал (сесійний учасник)